# Schülp b. Nortorf
Schülp b. Nortorf település Németországban, Schleswig-Holstein tartományban. Lakosainak száma 776 fő (2023. december 31.).

## Népesség
A település népességének változása:
| Lakosok száma | 805  | 792  | 778  | 772  | 782  | 776  |
|               | 1975 | 2017 | 2019 | 2021 | 2022 | 2023 |